# Holothrix majubensis
Holothrix majubensis là một loài thực vật có hoa trong họ Lan. Loài này được C.Archer & R.H.Archer mô tả khoa học đầu tiên năm 1996.